# Commanderie des Andrivaux
La commanderie d'Andrivaux, ou commanderie des Andrivaux, est une commanderie hospitalière dont l'origine remonte aux Templiers, située sur la commune de Chancelade à proximité de Périgueux, en Dordogne.

## Description géographique
Les vestiges de cette commanderie se situent dans l'actuelle banlieue Ouest de Périgueux, sur la commune de Chancelade au croisement du « chemin des Templiers », et de la « route des Andrivaux », hameau dit « des Andrivaux ».
Il s'agissait en fait de l'ancienne commune d'Andrivaux qui fut d'abord regroupée avec celle de Merlande dans la nouvelle commune de Merlande-et-Andrivaux, juste après la Révolution française pour être finalement rattachée en 1809 à celle de Chancelade.

## Historique
La commanderie des Andrivaux fut fondée en 1139, lorsque Geoffroi Ier de Cauze, évêque de Périgueux, fit don de la paroisse aux Frères du Temple, qui s'établirent dans un cloître abandonné,. La commanderie prit rapidement une grande extension, au fur et à mesure des donations. Le lieu est mentionné en 1142 sous la forme Andro Vallo.
Vers 1150, le seigneur de Monteyzey, fit don de la forêt de Lancinade à l'Ordre. En 1228, le chevalier Bertrand de Geoffroy donna tous ses droits sur le moulin de Chambon. Vers 1245, les enfants du chevalier Pierre de Saissac qui avait fait du tort à l'Ordre, firent don en dédommagement de la maison des Andrivaux, de leur fief des Cortils situé sur la paroisse de La Chapelle-Gonaguet. Ce territoire ne tarda pas à s'étendre, et quelques années plus tard, on vit naître le village de Chantegéline.
En 1295, le lieu est mentionné sous le nom d'Andrivals. De 1298 à 1306, le précepteur des Andrivaux fut Géraud de Lavernhe (ou Gérard de Lavergne), qui figura en 1307 parmi les soixante-dix Templiers périgourdins emprisonnés à Domme.
À la dissolution de l'Ordre du Temple en 1312, la commanderie et ses possessions sont remises aux Hospitaliers de Saint-Jean de Jérusalem, qui continueront à la développer, et qui l'uniront vers 1440 à la commanderie de Condat.

### Précepteurs Templiers
| Nom du précepteur                      | Dates     |
| -------------------------------------- | --------- |
| Guillaume de « Traulegâ »              | vers 1228 |
| B. Blanc                               | vers 1235 |
| Petrus de Petragoris                   | vers 1245 |
| Sicard de la Roque                     | vers 1252 |
| P. Donaderi                            | vers 1250 |
| Gérard Druilhe                         | 1296-1297 |
| Gérard de Lavergne, Maître en Périgord | 1297-1306 |

### Commandeurs Hospitaliers
| Nom du commandeur     | Dates         |
| --------------------- | ------------- |
| Arnaud de Serres      | 1324-1346     |
| Raymond de Saint-Paul | jusqu'en 1364 |
| Jean de Marquefave    | 1370-1373     |
| Jean Clary            | 1378-1388     |
| Arnaud de Mauléon     | vers 1440     |

## Possessions
De l'église du hameau des Andrivaux, aujourd'hui détruite, il ne subsiste que la crypte percée de trois fenêtres. Les Templiers la dédièrent à saint Maurice, les Hospitaliers y ajoutèrent saint Blaise. Dans le hameau subsiste encore la maison de Chilhaud. Dans le cimetière voisin s'élevait une grande lanterne des morts, détruite au XIXe siècle. Près de l'église, le logis du commandeur a conservé d'époque quelques caves, son dallage et une cheminée. Non loin, les Templiers possédaient un pigeonnier, et un moulin en bordure d'étang 
Les Andrivaux avaient pour dépendance l'hôpital de Dourle (commune de Lisle), la commanderie de Chantegéline (aujourd'hui Chantepoule, sur la commune de Mensignac), l'hôpital de Combeys (commune de Chantérac), et l'église de Razac. La commanderie des Andrivaux avait également des possessions sur les paroisses de La Roche-Saint-Paul, Puymartin, Temple-le-Sec et Temple de l'Eau, mais aussi sur les communes de La Chapelle-Gonaguet, Biras, Bassac, Saint-Apre, Montagrier, Marsac, Coursac et Manzac. Une fois remise aux Hospitaliers, après la dissolution de l'ordre du Temple, la commanderie continua à s'étendre avec leurs possessions propres sur la rive droite de l'Isle.